# Борау
Борау (ісп. Borau) — муніципалітет в Іспанії, у складі автономної спільноти Арагон, у провінції Уеска. Населення — 71 особа (2009).
Муніципалітет розташований на відстані близько 360 км на північний схід від Мадрида, 60 км на північ від Уески.

## Демографія
Динаміка населення (INE ):